# Жилин, Тихон Иванович
Тихон Иванович Жилин — советский хозяйственный, государственный и политический деятель, Герой Социалистического Труда.

## Биография
Родился 15 июня 1912 года в селе Малая Шелковка. Член КПСС.
С 1931 года — на хозяйственной, общественной и политической работе. В 1931—1965 гг. — тракторист, бригадир тракторного отряда, участковый механик, заведующий ремонтной мастерской, старший механик, директор Новоегорьевской машинно-тракторной станции Егорьевского района Алтайского края.
Указом Президиума Верховного Совета СССР от 11 января 1957 года присвоено звание Героя Социалистического Труда с вручением ордена Ленина и золотой медали «Серп и Молот».
Умер в Алтайском крае 30 июня 1986 года.